# Luke Wypler
Luke Wypler (Montvale, 3 maggio 2001) è un giocatore di football americano samoano americano che milita nel ruolo di centro per i Cleveland Browns della National Football League (NFL).

## Carriera

### Cleveland Browns
Al college Wypler giocò a football a Ohio State, dove nell'ultima stagione fu inserito nella terza formazione ideale della Big Ten Conference. Fu scelto nel corso del sesto giro (190º assoluto) del Draft NFL 2023 dai Cleveland Browns. Debuttò come professionista subentrando nella gara del sesto turno contro gli Indianapolis Colts giocando uno snap negli special team. La sua prima stagione si chiuse con 5 presenze, di cui una come titolare.